# 大島 (宮城縣氣仙沼市)
38°51′42″N 141°37′44″E / 38.86167°N 141.62889°E
大島（日语：／ Ōshima */?），隸屬於日本宮城縣氣仙沼市，海拔高度235公尺，面積約9.05平方公里，為日本東北地方最大的人居島嶼。當地人多以大島稱之，但為與其他地區之大島有所區隔時，以氣仙沼大島稱之。

## 交通

### 道路
已開通：
- 宮城縣208號縣道

計畫中：
- 氣仙沼市鹿折與大島間大橋，預定2018年（平成30年）通車。

### 船舶
- 大島渡輪（供遊客使用）

### 計程車
- 大島50號計程車公司（五十番タクシー）

## 著名景點
- 龜山
- 大島神社
- 十八鳴濱
- 小田濱海水浴場
- 海中公園
- 龍舞崎
- 氣仙沼大島休閒村

## 地方特産
- 藍莓
- 山茶油
- 松茸

## 外部連結
- 氣仙沼大島官方網站
- 大島架橋觸進會(氣仙沼大島官方網站)（页面存档备份，存于）
- 大島渡輪（页面存档备份，存于）